# Ashleigh Barty
Ashleigh Barty (Ipswich, Queensland, 24. travnja 1996.) umirovljena je australska profesionalna tenisačica.

## Životopis
Barty je počela igrati tenis već s 5 godina. Profesionalno se tenisom bavi od 2011. i do danas je osvojila 4 ITF turnira u pojedinačnoj i 6 u konkurenciji parova.
Sa sunarodnjakinjom Casey Dellacquom iznenađujuće je izborila finale igre parova na Australian Openu 2013., u kojem su Australke poražene od Sare Errani i Roberte Vinci. Iste godine Dellacqua i Barty osvojile su prvi WTA naslov u igri parova (Birmingham) te nastupile u još jednom Grand Slam finalu, Wimbledonu (poraz od Peng Shuai i Hsieh Su-Wei).
Za australsku Fed Cup ekipu Barty je po prvi puta nastupila 2013. godine, u igri parova s Casey Dellacquom.

## Plasman na WTA ljestvici na kraju sezone
| 2011. | 2012. | 2013. |
| ----- | ----- | ----- |
| 669.  | 195.  |       |

## Vanjske poveznice
- Službena Facebook stranica (engl.)
- Profil na stranici WTA Toura (engl.)